# 托夫斯泰
48°50′47″N 25°43′31″E / 48.84639°N 25.72528°E

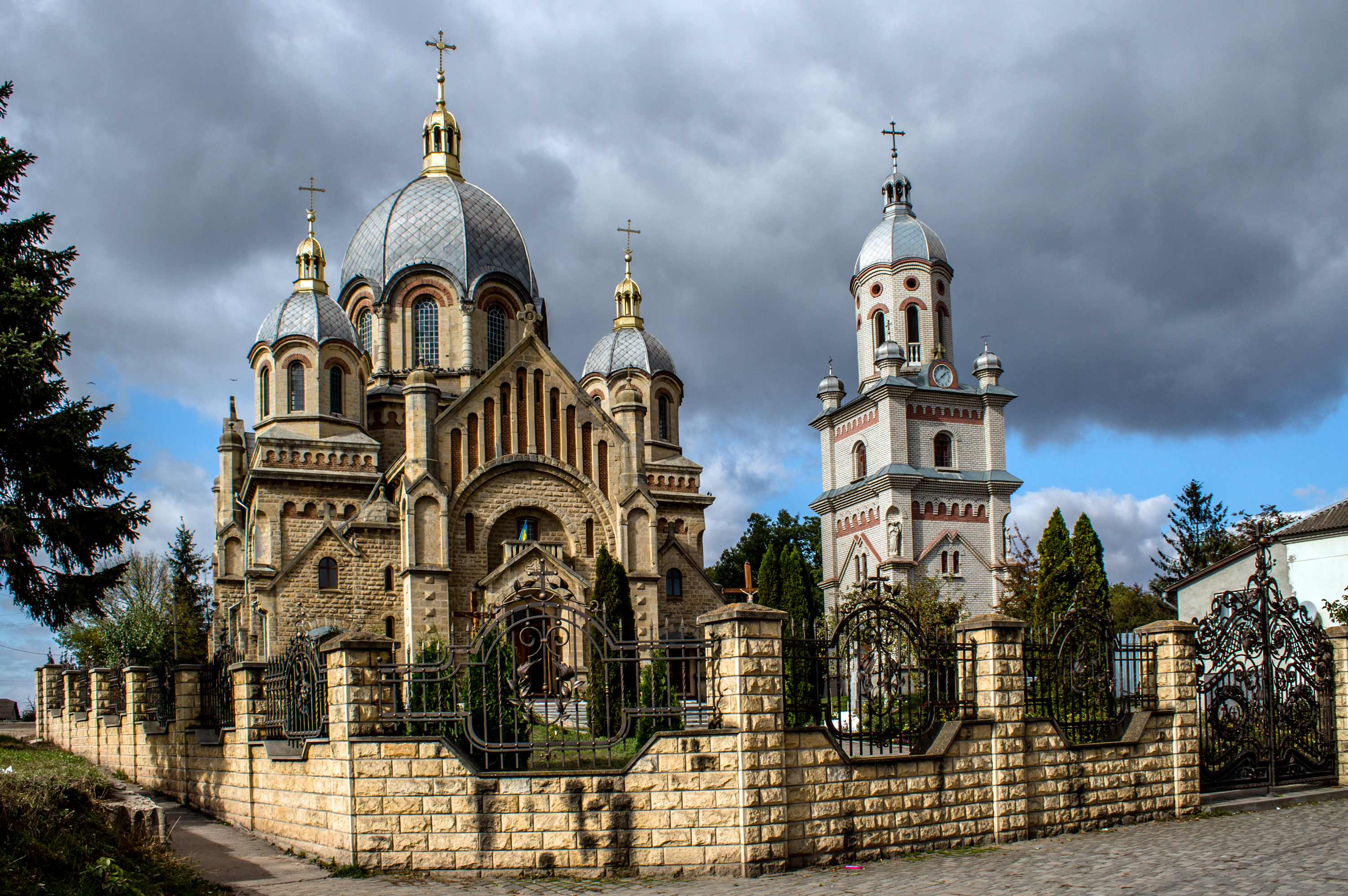
当地教堂

托夫斯泰（羅馬化：Tovste），又按俄语名译为托尔斯托耶，是烏克蘭西部捷爾諾波爾州喬爾特基夫區托夫斯泰市镇内的鎮及其行政中心。處於州府捷爾諾波爾以南約78公里，面積17平方公里，2022年人口3,156，人口密度每平方公里196.9人。

## 備注
1. ↑  俄語：，羅馬化：Tolstoye